# Wahl zum Schwedischen Reichstag 1994
- V: 22
- S: 161
- MP: 18
- C: 27
- FP: 26
- M: 80
- KD: 15

Die Wahl zum Schwedischen Reichstag 1994 fand am 18. September 1994 statt.

## Wahlergebnis
| Partei             | Partei                                           | Vorsitzender                           | Stimmen   | Stimmen | Stimmen | Sitze  | Sitze |
| Partei             | Partei                                           | Vorsitzender                           | Anzahl    | %       | +/−     | Anzahl | +/−   |
| ------------------ | ------------------------------------------------ | -------------------------------------- | --------- | ------- | ------- | ------ | ----- |
|                    | Sozialdemokratische Arbeiterpartei Schwedens (S) | Ingvar Carlsson                        | 2.513.905 | 45,25   | +7,54   | 161    | +23   |
|                    | Moderate Sammlungspartei (M)                     | Carl Bildt                             | 1.243.253 | 22,38   | +0,46   | 80     | —     |
|                    | Zentrumspartei (C)                               | Olof Johansson                         | 425.153   | 7,65    | −0,85   | 27     | −4    |
|                    | Volkspartei Die Liberalen (FP)                   | Bengt Westerberg                       | 399.556   | 7,19    | −1,93   | 26     | −7    |
|                    | Linkspartei (V)                                  | Gudrun Schyman                         | 342.988   | 6,16    | +1,65   | 22     | +6    |
|                    | Umweltpartei Die Grünen (MP)                     | Marianne Samuelsson und Birger Schlaug | 279.042   | 5,02    | +1,64   | 18     | +18   |
|                    | Christdemokraten (KD)                            | Alf Svensson                           | 225.974   | 4,07    | −3,07   | 15     | −11   |
|                    | Neue Demokratie (ND)                             | Vivianne Franzén                       | 68.663    | 1,24    | −5,49   | —      | −25   |
|                    | Sonstige                                         | Sonstige                               | 57.006    | 1,03    | —       | —      | —     |
|                    | Gesamt                                           | Gesamt                                 | 5.555.540 | 100,00  |         | 349    |       |
| Wahlberechtigte    | Wahlberechtigte                                  | Wahlberechtigte                        | 6.496.365 |         |         |        |       |
| Wahlbeteiligung    | Wahlbeteiligung                                  | Wahlbeteiligung                        | 86,82 %   |         |         |        |       |
| Abgegebene Stimmen | Abgegebene Stimmen                               | Abgegebene Stimmen                     | 5.640.393 |         |         |        |       |
| Ungültige Stimmen  | Ungültige Stimmen                                | Ungültige Stimmen                      | 84.853    |         |         |        |       |
| Quelle:            |                                                  |                                        |           |         |         |        |       |

## Regierungsbildung
Die bürgerliche Minderheitsregierung unter Carl Bildt verlor ihre relative Mehrheit gegenüber den wiedererstarkten Sozialdemokraten. Die Neuen Demokraten schieden nach einer Legislaturperiode aus dem Reichstag aus, den Grünen gelang der Wiedereinzug. Die Sozialdemokraten bildeten unterstützt von der Linkspartei eine Minderheitsregierung mit Ingvar Carlsson als Ministerpräsident. Im Jahr 1996 übergab Carlsson sein Amt dem bisherigen Finanzminister Göran Persson.